# Композитний менеджер вікон
Композитний менеджер вікон — менеджер вікон, який використовує можливості оточення (наприклад, опціональної функції Composite X11-серверу або засобів Windows Aero) щодо задіяння апаратного прискорення для відображення прозорості, відтворення тіней, відображення текстур, тривимірних ефектів, анімації, екранних луп. 
На відміну від ранніх віконних менеджерів, які робили кожну індивідуальну програму відповідальною за надання свого вікна безпосередньо в кадровому буфері, композитний менеджер забезпечує додаткам поза екраном буфер пам'яті вікна та композитів вікна в зображення, що представляє екран і пише результат в кадровому буфері. 
Композитний менеджер може виконувати додаткову обробку буфера вікна, застосовуючи 2D-і 3D-анімаційні ефекти, такі як альфа-змішування, вицвітання, масштабування, поворот, копіювання, вигин та викривлення, розмитість. Також можливе переміщення вікна в один з декількох дисплеїв та віртуальних робочих столів. Ця технологія дозволяє в режимі реального часу прораховувати такі ефекти як падаючі тіні, живі попередні перегляди вікон та інші складні ефекти. 
Серед перших повною мірою використовуючих композитні функції X11-серверів були менеджери Beryl та Compiz, пізніші — Enlightenment, Mutter, також композитними стали менеджери KWin і Xfwm. 
Композитним менеджером для Microsoft Windows є Диспетчер вікон стільниці, для Mac OS X — Quartz Composer. 